# DVD

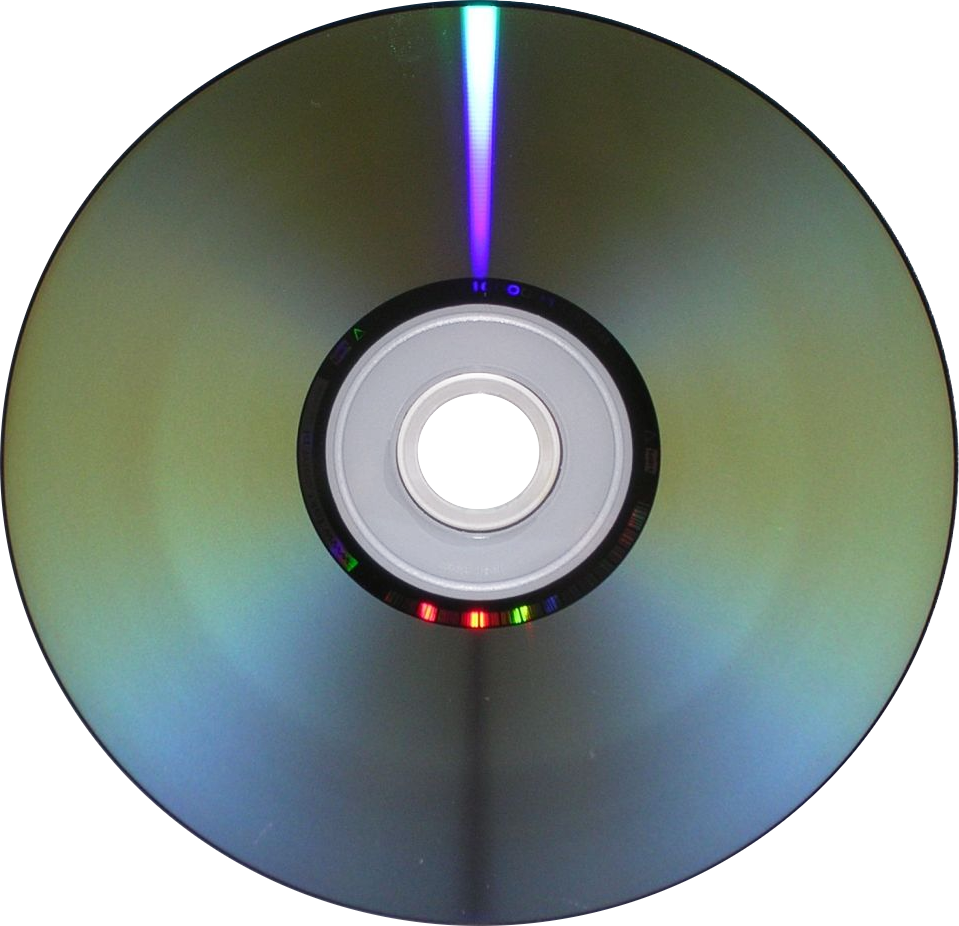
DVD−R, beschreib- und lesbare Seite. Der bereits beschriebene Innenbereich ist aufgrund seiner veränderten Reflexionseigenschaften erkennbar.

Die DVD ist ein digitaler, optischer Datenspeicher, der im Aussehen einer Compact Disc (CD) ähnelt, aber über eine höhere Speicherkapazität verfügt. Das Akronym „DVD“ geht ursprünglich auf die Abkürzung von Digital Video Disc zurück. Heute wird die Abkürzung als Digital Versatile Disc (engl. für digitale vielseitige Scheibe) interpretiert.

## Geschichte und Verbreitung
Mitte der 1990er Jahre konnte sich die Compact-Disc in Form der CD-ROM als Massenspeicher-Medium bei Computern durchsetzen. Dadurch wuchsen nicht nur die Anwendungsfelder, sondern auch die Bedürfnisse der Verbraucher und der Unterhaltungsindustrie. Gewünscht wurde ein Medium, mit dem Videos ähnlich komfortabel gehandhabt werden konnten wie Musik- und Sprachaufnahmen mit der CD. Zwar gab es dies bereits als Video-CD (VCD) und Laserdisc (LD), jedoch konnten auf der VCD maximal 74 Minuten (in knapper VHS-Qualität) und auf der LD maximal 128 Minuten Videomaterial (in voller Sendequalität) untergebracht werden. Dies führte bei Spielfilmen dazu, dass die VCD/LD mitten im Film gewechselt/umgedreht werden musste, ähnlich wie früher bei der Kompaktkassette oder der Schallplatte.
Die Unterhaltungsindustrie arbeitete daran, die Speicherkapazität der CD weiter zu erhöhen. Hierbei gab es zwei unterschiedliche Konzepte: Sony und Philips betrieben die Entwicklung der Multimedia-CD (MMCD), Toshiba und Time Warner favorisierten die Super Density CD (SD).
Auf Druck der Filmindustrie, die nicht mehr wie bei der Markteinführung der Videorekorder mehrere Standards unterstützen wollte, einigten sich die Konkurrenten in Tokio am 15. September 1995 auf einen gemeinsamen Standard. Da die DVD zunächst als reines Speichermedium für Videodaten gedacht war, stand DVD anfangs für „Digital Video Disc“. Dies wurde jedoch geändert, als andere Verwendungsmöglichkeiten abzusehen waren. Als Alternative wurde „Digital Versatile Disc“ (versatile = vielseitig) ins Spiel gebracht, konnte sich aber nicht durchsetzen. Der aktuelle offizielle Standpunkt des DVD-Forums ist, dass DVD einfach drei Buchstaben ohne exakt festgelegte Bedeutung sind.
Ein Jahr später, 1996, kamen die ersten Abspielgeräte und DVD-Medien in den Handel. Zuvor mussten Unstimmigkeiten bezüglich des Verschlüsselungsverfahrens Content Scramble System (CSS) ausgeräumt werden. Zudem gelang es der Filmindustrie, mit einem Regionalcode Marktkontrolle zu gewinnen. Mit dem Code soll verhindert werden, dass zum Beispiel eine in den Vereinigten Staaten verkaufte DVD auf einem in Europa verkauften Gerät abspielbar ist. Die Filmindustrie fürchtete hier Umsatzeinbußen, da Filme in den USA oft schon auf dem Videomarkt erhältlich sind, während sie in Europa noch gar nicht im Kino gezeigt wurden. Als Vertriebsstrategie der Anbieter ist auch bekannt, dass durch die regionale Beschränkung der Anwendbarkeit in unterschiedlichen Regionen unterschiedliche Preise („Marktpreise“) erzielt werden können.
Sowohl der verwendete Wiedergabeschutz Content Scramble System als auch der Regionalcode sind mittlerweile leicht zu umgehen. Die Industrie reagierte darauf einerseits mit rechtlichen Maßnahmen und andererseits mit dem Druck auf die Hersteller von DVD-Laufwerken, die Abfrage des Regionalcodes gerätetechnisch zu implementieren.
Ende 1996 waren die ersten DVD-Brenner im Handel verfügbar, die Preise lagen jedoch bei ca. 10.000 DM und der Preis eines 3,6-GB-Rohlings lag oberhalb von 100 DM.
Mittlerweile wird die Blu-ray Disc als Nachfolger der DVD beworben, die sich gegen das Konkurrenzformat HD DVD ab März 2008 durchsetzen konnte. Dabei werden durch Abtastung der noch enger gesetzten Pits und Lands mit einem blau-violetten Laserstrahl noch höhere Datenmengen untergebracht. Sie sollen vor allem hoch aufgelöste Videoinhalte speichern, die eine wesentlich höhere Speicherkapazität benötigen, als sie eine DVD bieten kann.
Dennoch konnte sich die Blu-ray Disc nie gegen die DVD durchsetzen, wie die Statistiken (Stand 2017, siehe Tabelle) belegen. Selbst im Jahr 2013 (im besten Jahr der Blu-ray Disc) waren der Umsatz und die Verkaufszahlen der DVD immer noch mehr als doppelt so hoch wie bei der Blu-ray Disc. Seither sind die Umsätze und Verkaufszahlen bei beiden Medien rückläufig. 2018 setzte sich der deutliche Rückgang von DVD und Blu-ray fort.
| Jahr | in Mio. Stück | in Mio. Stück | in Mio. Stück | in Mio. Stück  | in Mio. Euro (Videokaufmarkt) | in Mio. Euro (Videokaufmarkt) | in Mio. Euro (Videokaufmarkt) |
| Jahr | DVDs          | Blu-ray Discs | HD- DVDs      | VHS- Kassetten | DVDs                          | Blu-ray Discs                 | VHS- Kassetten                |
| ---- | ------------- | ------------- | ------------- | -------------- | ----------------------------- | ----------------------------- | ----------------------------- |
| 1999 | 002,1         | –             | –             | 39,8           | ?                             | –                             | ?                             |
| 2000 | 008,2         | –             | –             | 35,8           | 0170                          | –                             | 423                           |
| 2001 | 018,9         | –             | –             | 31,7           | 0407                          | –                             | 383                           |
| 2002 | 035,5         | –             | –             | 28,6           | 0713                          | –                             | 327                           |
| 2003 | 064,1         | –             | –             | 20,8           | 1053                          | –                             | 199                           |
| 2004 | 090,2         | –             | –             | 13,0           | 1323                          | –                             | 117                           |
| 2005 | 098,7         | –             | –             | 05,6           | 1322                          | –                             | 044                           |
| 2006 | 100,8         | –             | –             | 02,0           | 1295                          | –                             | 012                           |
| 2007 | 103,3         | 000,37        | 00,13         | 00,8           | 1313                          | 014                           | 004                           |
| 2008 | 101,3         | 01,7          | 0,5           | 00,2           | 1242                          | 048                           | 001                           |
| 2009 | 106,6         | 06,2          | 0,1           | 0,1            | 1258                          | 119                           | 001                           |
| 2010 | 103,5         | 12,0          | k. A.         | k. A.          | 1189                          | 193                           | 001                           |
| 2011 | 101,1         | 17,0          | k. A.         | k. A.          | 1129                          | 267                           | k. A.                         |
| 2012 | 89,4          | 23,1          | k. A.         | k. A.          | 1022                          | 343                           | k. A.                         |
| 2013 | 87,8          | 29,3          | k. A.         | k. A.          | 0984                          | 410                           | k. A.                         |
| 2014 | 76,9          | 27,9          | k. A.         | k. A.          | 0889                          | 405                           | k. A.                         |
| 2015 | 71,5          | 28,8          | k. A.         | k. A.          | 0829                          | 418                           | k. A.                         |
| 2016 | 60,4          | 26,3          | k. A.         | k. A.          | 0715                          | 391                           | k. A.                         |
| 2017 | 53,0          | 26,2          | k. A.         | k. A.          | 0610                          | 364                           | k. A.                         |

| Land           | in Mio. | Land     | in Mio. |
| -------------- | ------- | -------- | ------- |
| Großbritannien | 143,4   | Norwegen | 7,9     |
| Deutschland    | 87,8    | Dänemark | 7,8     |
| Frankreich     | 60,7    | Irland   | 6,9     |
| Niederlande    | 13,6    | Schweiz  | 7,1     |
| Italien        | 16,2    | Polen    | 6,3     |
| Schweden       | 13,1    | Portugal | 2,9     |
| Belgien        | 10,0    | Ungarn   | 4,7     |
| Spanien        | 8,7     | Kroatien | 0,6     |

Quelle: Bundesverband Audiovisuelle Medien e. V.

Quelle: International Video Federation

Verkaufte Bildträger in Deutschland

## DVD-Formate

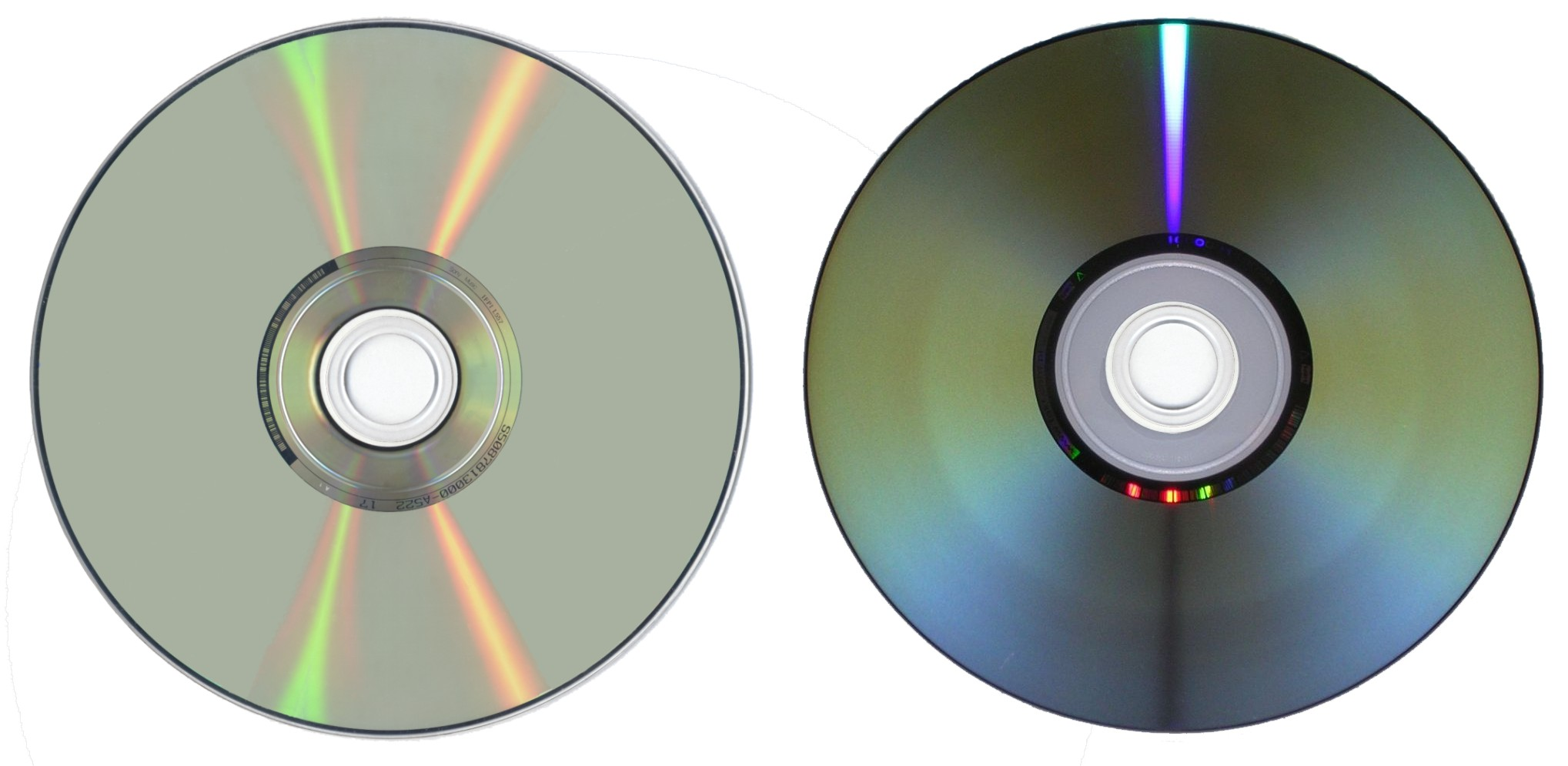
Gepresste DVD (links, hell) und beschreibbare DVD-R (rechts, dunkler)

Die DVD gibt es in drei Varianten betreffs ihrer Beschreibbarkeit:
- vom Hersteller gepresste und nicht modifizierbare Datenträger: DVD,
- für den Konsumenten einmal beschreibbare DVD-Formate: DVD−R (DL), DVD+R (DL) und
- für den Konsumenten mehrmals beschreibbare DVD-Formate: DVD-RAM, DVD−RW, DVD+RW.

Diese gibt es mit verschiedenen Inhalten (DVD-Formate) wie DVD-Video, DVD-Audio, DVD-ROM und Hybrid-Varianten.
Besonders die beschreibbaren Formate und die DVD-RAM lassen sich mit dem bloßen Auge von den gepressten anhand ihrer Datenseite unterscheiden, da diese aufgrund ihrer Legierungen Farben wie etwa Blau, Violett oder Braun aufweisen. Die DVD-RAM hat außerdem charakteristische sichtbare Sektormarken.

### DVD-Datenstrukturen
Die DVD wird für folgende drei Verwendungszwecke eingesetzt, für die jeweils eigene DVD-Formate für spezielle Datenstrukturen geschaffen wurden:
- DVD-Audio ermöglicht die Wiedergabe von Standbildern und Ton in sehr hoher Qualität mit DVD-Audio-fähigen Abspielgeräten.
- DVD-ROM ermöglicht das Lesen von allgemeinen Daten (Computerdaten).
- DVD-Video ermöglicht die Wiedergabe von bewegten Bildern und Ton mit DVD-Video-fähigen Abspielgeräten.

Der AUDIO_TS-Ordner spielt bei Audio-DVDs eine zentrale Rolle. Bei der DVD-Video sind jedoch auch die Audiodaten im VIDEO_TS-Ordner zu finden, genauso wie die diversen Sprachversionen, Untertitel, Kapitelinformationen und Sonderfeatures (alle innerhalb sogenannter „VOB-Containerdateien“). Das bei DVDs üblicherweise eingesetzte Kompressionsformat ist MPEG-2, nach dem DVD-Standard ist jedoch auch noch das qualitativ weit unterlegene MPEG-1-Format vorgesehen, das ansonsten vor allem bei Video-CDs Anwendung findet. Der MPEG-2-Videostream (das Videobild) wird bei der Erstellung einer Video-DVD gemeinsam mit dem Audiostream und gegebenenfalls mit anderen Datenblöcken verwoben („gemuxt“, s. Multiplexing) und in einer .VOB-Datei („Video Object“) angelegt, die laut DVD-Standard nie größer als 1 Gigabyte sein darf. Wird diese Datenmenge überschritten, wird in den Programmen zur DVD-Erstellung (DVD Authoring Software) automatisch eine neue .VOB-Datei angelegt. Die .VOB-Datei dient also als „Containerdatei“ aller Programmströme.
Beim Wechsel der Dateien ist der Übergang wegen des in den DVD-Playern integrierten Puffers nicht wahrnehmbar. Beim Abspielen werden abwechselnd Video-, Audio- und gegebenenfalls Steuerungsinformationen ausgelesen, zwischengespeichert und wiedergegeben. Der VIDEO_TS-Ordner enthält außerdem die .IFO-Datei mit der Menüführung und meist mehrere .BUP-Dateien, die jedoch nur als Backup der .IFO-Datei dienen.
Als Tonspuren sind mehrere Formate zugelassen; neben dem datenintensiven – weil unkomprimierten – linearen PCM-Datenstrom gibt es mehrere Komprimierungsverfahren: mp2 (meist 192–256 Kbit/s) in beliebigen Bitraten für Stereoton, Dolby-Digital- oder DTS-Mehrkanalton bis 5.1-Surround (meist 448 Kbit/s). Auch SDDS ist für die DVD spezifiziert, es gibt jedoch für den Heimbereich weder entsprechende Decoder noch DVDs mit SDDS-Tonspur. Ebenso wenig hat sich das Tonformat MPEG-2 Multichannel durchsetzen können.
Insgesamt stehen für den gesamten Datenstrom 10,08 Mbit/s zur Verfügung, für den Audiostrom maximal 6,144 Mbit/s. Die Bildqualität der Video-DVD hängt nicht so sehr von der Bandbreite des Video-Streams als vielmehr von der Effizienz der Komprimierung ab. Oft wird mittels MPEG-Encoders in mehreren Durchläufen kodiert, um ein Höchstmaß an Effizienz zu erreichen. Bei MPEG-2 können die Datenströme im VBR-Verfahren komprimiert werden, d. h., dass die Bandbreite an verschiedenen Stellen des Films stark abweichen kann (variable Bitrate).
Die Bitrate hängt dabei von der gerade anfallenden Datenmenge ab, sodass zum Beispiel bei bewegungsarmen Szenen Bandbreite und damit Speicherplatz auf der DVD gespart werden kann. Bei MPEG-2 werden bei aufeinanderfolgenden Bildern in der Regel nur die Unterschiede zum vorausgehenden Bild gespeichert (P- oder B-Frames), um auf der Disc Platz zu sparen. Mehr Informationen dazu im Artikel DVD-Video.
Daten-DVDs (DVD-ROM) sind anders als Video-DVDs keinen Restriktionen unterworfen und können beliebige Ordner und Dateien enthalten. Als Dateisysteme werden entweder die im Computerbereich vorherrschenden Formate ISO 9660 und ISO/Joliet oder UDF verwendet; beide Systeme können innerhalb des UDF Bridge-Formates (ISO 9660 Level 3 Layer) kombiniert werden. Ebenso wie CDs können auch DVDs in mehreren Sessionen (Sitzungen) beschrieben werden (Multiborder, analog zu Multisession bei CDs). Einige ältere Betriebssysteme oder DVD-Player können jedoch nur auf die erste Session zugreifen, weshalb es sich in diesem Fall empfiehlt, die DVD in einem Zug zu beschreiben. Zum Auslesen der restlichen Sessions dienen Zusatzprogramme wie IsoBuster, die auch unter älteren Betriebssystemen laufen.

#### Physische Hybrid-DVD
Daneben gibt es auch die Hybrid-DVD, die die Eigenschaften einer DVD-Video, DVD-Audio oder DVD-ROM in einer DVD kombiniert. Eine solche Hybrid-DVD enthält Videos, Musik und Computerdaten und präsentiert im DVD-Spieler, DVD-Rekorder oder DVD-Laufwerk des Computers die jeweils abspielbaren Inhalte.
Technisch lässt sich eine Hybrid-DVD sehr einfach realisieren, weil die DVD-Video und DVD-Audio auf der DVD-ROM basieren. Die DVD-ROM speichert alle Inhalte als Dateien nach dem UDF-Dateisystem ab. Für die DVD-Video und DVD-Audio müssen nur zwei weitere Festlegungen vorgenommen werden: Die erlaubten Dateiformate und der Ablageort auf der DVD. Für die Hybrid-DVD ist besonders der Ablageort interessant. Wird eine DVD-Video oder Hybrid-DVD zum Beispiel in einen DVD-Rekorder eingelegt, so sucht dieser die Filmdateien im Unterverzeichnis VIDEO_TS. Nach dem gleichen Schema sucht ein DVD-Player die Audiodaten im Unterverzeichnis AUDIO_TS. Im DVD-Laufwerk eines Computers sind hingegen alle Dateien einer DVD ersichtlich, weil dieser jede DVD als eine DVD-ROM behandelt.

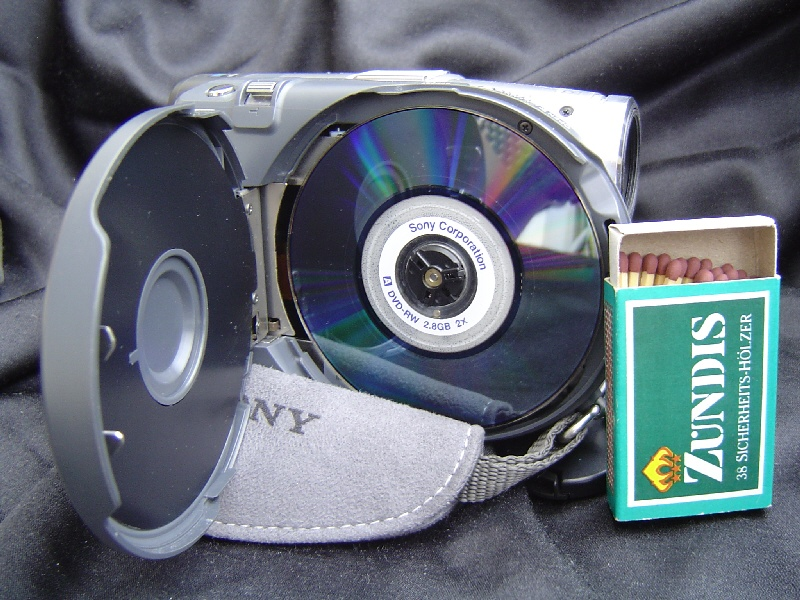
Sony DCR-DVD201E HDV-Camcorder mit direkter Aufzeichnung auf eine 8-cm-DVD

### Beschreibbare DVD-Formate
| Logo                      | DVD | Die Bezeichnung DVD tragen alle Scheiben der DVD-Familie.                                                                                      |
| DVD−R-Logo                | –   | Am „−“ sind alle DVD-Formate erkennbar, die vom DVD Forum stammen. Nur bei diesem Format kann Time Search verwendet werden.                    |
| DVD+R-Logo                | +   | Am „+“ sind alle DVD-Formate erkennbar, die von der DVD+RW Alliance stammen und einige Sonderfunktionen im Videobereich unterstützen.          |
| DVD−R-Logo                | ±   | Mit einem „±“ wird ausgedrückt, dass hier sowohl die DVD-Formate des DVD-Forums wie der DVD+RW Alliance gemeint sind.                          |
| DVD+R-Logo                | R   | „Recordable“, das heißt einmal beschreibbar.                                                                                                   |
| DVD+RW-Logo · DVD-RW-Logo | RW  | „Rewritable“, das heißt wiederbeschreibbar (gewöhnlich bis ≈1000-mal veränderbar/korrigierbar).                                                |
| DVD-RAM-Logo              | RAM | „Random Access Memory“, das heißt freier, direkter Schreib-/Lese- Zugriff auf alle Daten (gewöhnlich bis ≈10.000-mal veränderbar/korrigierbar) |
| DVD+R-DL-Logo             | DL  | Dual (−) bzw. Double (+) Layer, das heißt zwei Datenschichten auf einer Seite.                                                                 |

Der Endbenutzer kann nicht nur käufliche DVDs abspielen (die im Presswerk hergestellt wurden), sondern er kann mit einem DVD-Brenner auch eigene DVD-Videos, DVD-Audio oder DVD-ROMs erstellen. DVD-Brenner sind beispielsweise in Computern und Hi-Fi-DVD-Rekordern eingebaut und benötigen beschreibbare DVD-Formate. Historisch haben sich aus Kostengründen die fünf verschiedenen DVD-Formate DVD−R, DVD+R, DVD−RW, DVD+RW und DVD-RAM mit einfacher und doppelter Speicherkapazität (DL – Double Layer) entwickelt. Sie werden nach folgender Systematik bezeichnet:
Die drei DVD-Formate, die vom DVD-Forum stammen, werden auch als Minus-Standard bezeichnet. Nur diese Formate dürfen auch das offizielle DVD-Logo tragen. Entsprechend werden die zwei DVD-Formate von der DVD+RW-Allianz mit einem „+“ auch als Plus-Standard bezeichnet. Die DVD-Formate nach dem Plus-Standard sind technisch einfacher aufgebaut, wodurch zum Beispiel die DVD+RW andere Schreibmethoden als die DVD-RW unterstützt. Auch sind die Lizenzgebühren für die Patentnutzung bedeutend niedriger. Diese anfänglichen Preisvorteile des Plus-Standards gibt es inzwischen durch den harten Wettbewerb mit dem Minus-Standard nicht mehr.
Die Formatvielfalt führte anfangs zu einer Kaufzurückhaltung bei den Konsumenten, da unklar war, welches beschreibbare DVD-Format die größere Investitionssicherheit aufweist. Die Industrie reagierte seit 2003 darauf mit (preisgünstigen) Multi-Brennern, die sowohl das Minus- als auch das Plus-Format unterstützten.

#### Formate mit zwei Datenschichten

Ein bereits beschriebener Dual-Layer-Rohling mit gespaltenen Datenschichten.

Seit 2004 werden auf dem Massenmarkt auch beschreibbare DVDs mit zwei anstatt nur einer Datenschicht angeboten. Sie werden mit „DL“ bezeichnet, was im Minus-Format für „Dual Layer“ (DVD−R DL), im Plus-Format dagegen für „Double Layer“ (DVD+R DL) steht. Beiden Formaten gemein sind die zwei übereinander geklebten Schichten auf derselben Seite der Platte, die gewisse Veränderungen im Aufbau der DVD notwendig machten. Nur so kann auch die zusätzliche Schicht beschrieben und gelesen werden. Die DVD±R DL bietet 8,5 GB Fassungsvermögen pro Medium, also etwa das 1,8fache einer Single-Layer-DVD. Ihre zusätzliche Kapazität reicht oftmals aus, um große Einzeldateien (etwa hochauflösende Videos) auf einen einzigen Datenträger zu brennen, anstatt sie auf zwei herkömmliche DVDs aufzuteilen und ohne die Daten dafür erneut komprimieren zu müssen. Für RW-Medien dagegen sind diese Änderungen hin zum DL-Datenträger nicht möglich. Zu geringe Reflexionseigenschaften verhindern die zuverlässige Nutzung der zweiten Datenschicht.
Daneben existieren auch noch doppelseitige Medien in den Formaten DVD−R, DVD+R und DVD-RAM. Diese fassen tatsächlich 2 × 4,7 GB, also 9,4 GB pro Medium, da sie im Prinzip aus zwei einzelnen DVDs bestehen. Nachteilig wirkt sich dies besonders bei großen Dateien aus, da diese nicht wie bei ±DL-DVDs zusammenhängend gespeichert werden können. Jede Seite repräsentiert einen eigenständigen Datenträger, und um auf den jeweils anderen Datenbestand zugreifen zu können, muss die DVD noch entnommen und gewendet werden, da es Laufwerke, die beide Seiten gleichzeitig nutzen können, bisher nicht gibt. Da die Double-Layer-/Dual-Layer-DVDs trotz geringerer Gesamtkapazität diverse Vorteile bieten (höhere maximale Dateigröße, Platz für ausführliche Beschriftung etc.), waren doppelseitige DVD±R-Rohlinge wegen der steigenden Nachfrage vorübergehend kaum noch erhältlich, seit Juli 2008 hat sich die Marktlage entspannt. Doppelseitige DVD-RAM sind ebenfalls erhältlich. Theoretisch waren so 17 GByte Speicherplatz möglich. Diese Möglichkeit wurde inzwischen technisch realisiert und wird als DVD-17 bezeichnet.

#### Klassifikation von beschreibbaren DVDs

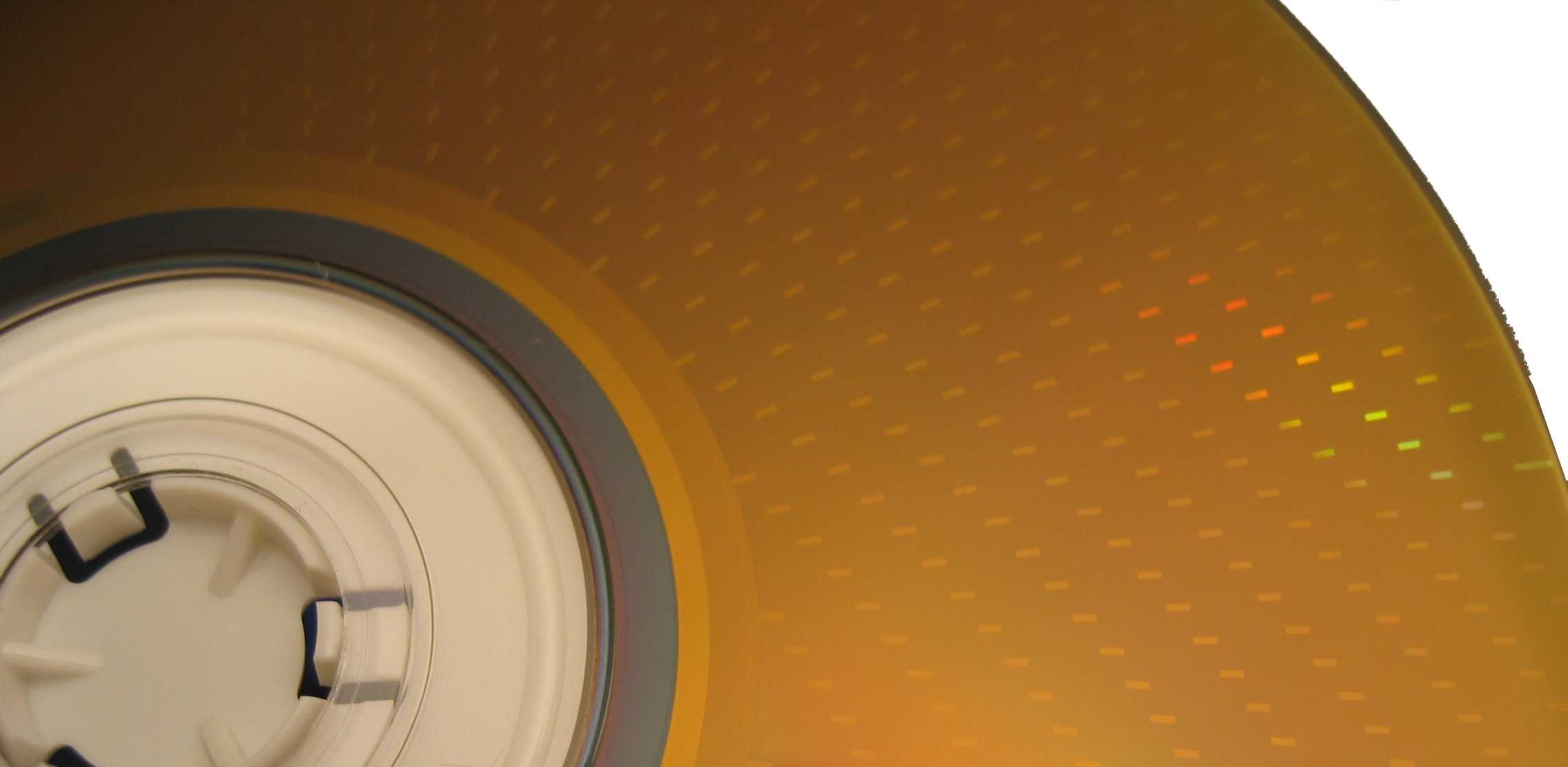
Eine DVD-RAM ist mit dem bloßen Auge unmittelbar von anderen DVD-Formaten anhand der vielen kleinen verstreuten Rechtecke, die von ihrer typischen Sektorierung herrühren (erkennbar in der Vergrößerung), unterscheidbar. Die Sektorierung dient einer höheren Datensicherheit.

Die beschreibbaren DVD-Formate lassen sich nach ihrer Veränderbarkeit und Datensicherheit unterscheiden.
1. Einerseits lassen sie sich nach ihrer Veränderbarkeit in zwei Gruppen unterteilen:
  - DVD-Rohlinge, die nur einmal beschreibbar sind: DVD−R und DVD+R. Bei diesen Medien wird die Information in einen Dye geschrieben. Dies ist ein organischer Farbstoff, meist violetter Farbe.
  - DVD-Medien, die nachträglich veränderbar sind: DVD−RW, DVD+RW, DVD-RAM. Die RW-Medien verwenden als funktionelle Schicht anstatt des bei den DVD-Rohlingen verwendeten Dyes eine metallische Schicht. Bei den DVD-Medien ist die DVD-RAM 100-mal so oft wiederbeschreibbar (circa 100.000-mal) wie die DVD-RW bzw. DVD+RW, die etwa 500 bis 1.000 Schreibvorgänge überstehen.
2. Weiterhin ist die Datensicherheit ein weiteres wichtiges Unterscheidungsmerkmal der einzelnen beschreibbaren DVD-Formate:
  - Die DVD±R reagiert aufgrund ihrer organischen Farbstoffe viel empfindlicher auf Sonnenlicht und Hitze als die DVD±RW. Wird sie der unmittelbaren Sonneneinstrahlung oder starkem UV-Licht ausgesetzt, kann dies zu einem schnellen Verlust der Daten führen.
  - Die DVD±RW hingegen reagiert sensibler auf extreme Temperaturschwankungen; durch leichte Materialdeformationen können die Daten Schaden nehmen.
  - Die DVD-RAM weist von allen beschreibbaren DVD-Formaten die höchste Datensicherheit auf, weil sie zusätzlich folgende zwei Eigenschaften aufweist:
    1. Sektorierung: DVD-RAM-Medien besitzen eine eingeprägte Sektorierung, die sich visuell als ein Muster von kleinen verstreuten Rechtecken auf der Unterseite einer DVD-RAM zeigen (siehe Abbildung). Sie dienen einer höheren Lese- und Schreibgenauigkeit.
    2. Defektmanagement: Die DVD-RAM besitzt dasselbe bewährte Defektmanagement wie Festplattenlaufwerke. Jede geschriebene Information wird von der Hardware kontrollweise gelesen (verifiziert) und ggf. verbessert. Es gibt daher keine versteckten Schreibfehler wie bei der DVD±R oder DVD±RW.

## Geschwindigkeit
Die Standard-Datenrate 1× entspricht bei DVDs einer Geschwindigkeit von 11,08 Mbit/s (1,385 MB/s oder etwa 1,32 MiB/s) und damit in etwa einem CD-Laufwerk mit dem Geschwindigkeitsfaktor 9×. Die Schreibgeschwindigkeit 1× entspricht somit definitionsgemäß der maximalen Datenrate, die beim Abspielen einer standardkonformen Video-DVD auftreten kann.
Aktuelle DVD-Laufwerke schaffen Brenn- und Lesegeschwindigkeiten bis zu 24×. Die volle Geschwindigkeit wird dabei allerdings nur am äußeren Rand der DVD erreicht, während im Inneren deutlich langsamer gelesen und geschrieben werden kann.

## Technik der DVD
DVDs benötigen zum Abspielen einen eigenen DVD-Spieler. Zur Unterscheidung zu normalen CD-ROM-Laufwerken ist dieser auf der Vorderseite mit dem DVD-Emblem gekennzeichnet. Im Vergleich zu den CDs wird bei DVDs mit Lasern kürzerer Wellenlänge gearbeitet, und wegen der gleichzeitig kürzeren Strahlengänge der Fokussierungsoptiken resultieren daraus kleinere Laserspots, mit denen in den Datenträgerschichten entsprechend kleinere Strukturen gelesen und geschrieben werden können.

### Lebensdauer
Zur Langzeitarchivierung sind beschreibbare DVD-Formate nach einhelliger Expertenmeinung nicht geeignet, einzige Ausnahme könnte eventuell die DVD-RAM darstellen, wobei auch hier die Langzeithaltbarkeit nicht sicher erwiesen ist. Verbatim bietet in Österreich und der Schweiz eine lebenslange Garantie, allerdings nicht in Deutschland. Diese gilt für alle von Verbatim hergestellten optischen Datenträger, deckt allerdings nur Herstellungsfehler ab, nicht jedoch normale Abnutzung und unsachgemäße Behandlung. Im ungünstigsten Fall können DVD±R und DVD±RW auch schon nach wenigen Monaten Datendefekte aufweisen.
Eine Haltbarkeit der Daten von bis zu 1000 Jahren verspricht seit 2012 der Hersteller Millenniata für seine M-Disc. Millenniata beruft sich dabei auf Tests des US-Militärs. Zum Beschreiben sind M-Disc-fähige Brenner erforderlich. Ansonsten wird eine M-Disc wie eine gewöhnliche DVD gehandhabt.

### Speicherkapazität und Zugriffstechnik
Die Spezifikationen sehen die folgenden DVD-Typen in der Version 2 vor. Auf die Darstellung der seltenen Version 1 wird verzichtet.
| Format              | Kapazität in MiB/GiB       | Kapazität in MB/GB     | Schichten Vorderseite/ Rückseite | Bemerkung |
| ------------------- | -------------------------- | ---------------------- | -------------------------------- | --- |
| DVD-5               | 4,38 GiB                   | 4,7 GB                 | 1/0                              | Leserichtung von innen nach außen auf der 0,6 mm starken Datenschicht (Single-Layer-DVD, SL). Durch eine Dummy-Schicht darüber wird die Normdicke von 1,2 mm erreicht. |
| DVD-9               | 7,93 GiB                   | 8,5 GB                 | 2/0                              | Umfokussieren des Lasers auf eine zweite Datenschicht (Dual-Layer-DVD, DL). Bei Daten-DVDs werden beide Schichten von innen nach außen gelesen. Bei DVD-Video wird die untere Schicht von innen nach außen gelesen, die obere zurück von außen nach innen. |
| DVD-10              | 8,76 GiB (2 × 4,38 GiB)    | 9,4 GB (2 × 4,7 GB)    | 1/1                              | Wenden der DVD im Spieler auf eine zweite Datenschicht (Flipper). |
| DVD-14              | 12,3 GiB (7,92 + 4,38 GiB) | 13,2 GB (8,5 + 4,7 GB) | 2/1                              | Flipper mit einer Seite Dual Layer und einer Seite Single Layer; äußerst selten. |
| DVD-18              | 15,84 GiB (2 × 7,92 GiB)   | 17 GB (2 × 8,5 GB)     | 2/2                              | Flipper mit Dual Layer auf beiden Seiten; selten. |
| DVD-plus (DualDisc) | 4,38 GiB + 650 MiB         | 4,7 GB + 682 MB        | 1/1                              | DVD-5 wird mit einer normalen CD kombiniert. So kann der CD-Teil auf CD-Spielern abgespielt werden. Die CD-Seite und die DVD-Seite sind unterschiedlich, die Medien sind nicht normgerecht, sondern zu dick; daher wird meist vom Abspielen solcher Medien in Laufwerken mit Einzugsschlitz, sogenannte Slot-In-Laufwerke, abgeraten. Wird von Sony unter dem Begriff DualDisc vermarktet. |

| Typ | Parameter                                                                                    | Darstellung      |
| --- | -------------------------------------------------------------------------------------------- | ---------------- |
| CD  | Wellenlänge: 780 nm Numerische Apertur: 0,45 Spotdurchmesser: 2,1 µm Spurabstand: 1,6 µm     | Datenschicht CD  |
| DVD | Wellenlänge: 650/635 nm Numerische Apertur: 0,6 Spotdurchmesser: 1,3 µm Spurabstand: 0,74 µm | Datenschicht DVD |

Angabe der Brutto-Speicherkapazität in GB statt in Byte. Die tatsächlich verwendbare Speicherkapazität hängt vom verwendeten Dateisystem der DVD ab.
Eine für DVD-RW 16fache Schreibgeschwindigkeit verwendete Laserdiode hat z. B. folgende Daten:
Wellenlänge: 658 nm
Schwellstrom: 50 mA
Dauerleistung (CW, bei 130 mA): 80 mW
Pulsleistung (40 ns Pulsdauer): 250 mW
Abstrahlwinkel: 9° / 19°
Laser-Schutzklasse (Gehäuse des DVD-RW-Laufwerkes geöffnet, Laserdiode mit oder ohne Optik): 3B
Die geringere Wellenlänge gegenüber CD-Lasern sowie die größere Apertur der Fokussieroptik ermöglichen einen kleineren Fokus und somit kleinere schreib- und lesbare Pits.
Die im Vergleich zur CD bei gleicher Geometrie der Disk etwa sechsmal so hohe Datenkapazität der DVD wird durch weniger als halb so lange Pits bei einem weniger als halb so großen Spur-Abstand sowie mehr Fläche für die Daten durch einen schmaleren Lead-In Bereich erreicht. Double Layer DVDs benötigen etwa 10 % längere Pits, weswegen zwei Schichten in dieser Konfiguration nicht die doppelte Kapazität einer Single Layer DVD bieten. Die feineren Strukturen der DVD sind anfälliger gegenüber Kratzern und Verschmutzungen, was durch die verwendete zweidimensionale Fehlerkorrekturmethode mehr kompensiert wird.
Im Gegenzug sind CDs extrem sensibel bezüglich Kratzer auf der Oberseite, da diese im Allgemeinen direkt die Datenschicht darstellt. Daher sollten CDs nicht mit eindrückenden oder kratzenden Stiften wie Kugelschreiber oder (harten) Bleistiften beschriftet werden.

### Fehlerkorrektur
Auf der DVD werden zwei Reed-Solomon-Codes C1(182, 172, 11) und C2(208, 192, 17) eingesetzt, die durch Verkürzung aus einem Reed-Solomon-Code (255, 245, 11) bzw. (255, 239, 17) entstehen. C1 dient der Zeilencodierung und C2 der Spaltencodierung. Die so entstehende Matrix dient der Fehlerkorrektur, wobei in den Zeilen jeweils 5 Fehler und in den Spalten jeweils 8 Fehler korrigiert werden können.
Die Bits {\displaystyle B_{i,j}} mit {\displaystyle i>191} und {\displaystyle j>171} sind Paritätsbits, die beim Codieren entstehen.

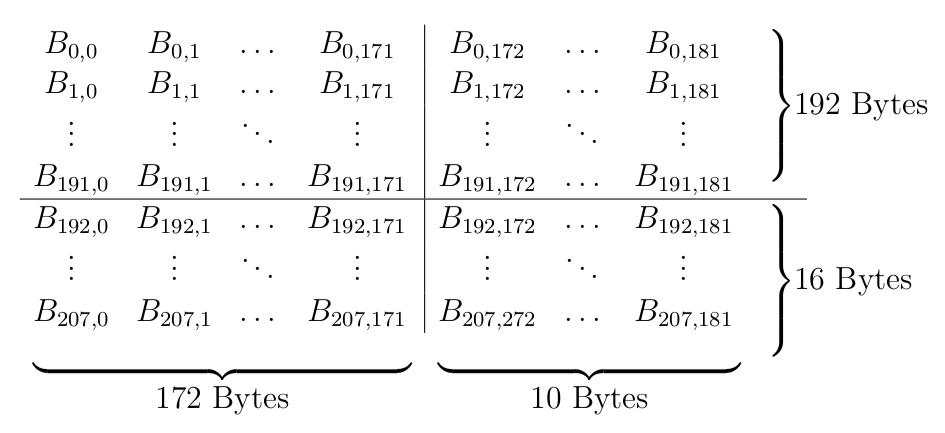
Reed Solomon Produkt Code

Beim Interleaving der DVD wird ein 182 × 208-Byte Frame in 16 Frames bestehend aus 182 × 13 Bytes aufgeteilt. Dabei wird je eine Paritätszeile ({\displaystyle j>181}) ans Ende eines 182 × 12-Byte Frames verschoben. Das heißt, die {\displaystyle B_{i,j}} werden folgendermaßen in einer neuen Matrix {\displaystyle B_{m,n}} angeordnet:
{\displaystyle m={\begin{cases}i+\left\lfloor {\frac {i}{12}}\right\rfloor &{\text{für }}i<192\\13(i-191)-1&{\text{für }}i\geq 192\end{cases}}}
{\displaystyle n=j}
Die so erzeugte Matrix wird ähnlich wie bei der CD decodiert. Dabei können maximal 4832-Bits oder ein Flächenfehler mit 2932 Bits korrigiert werden.

#### Neue Technologien
Zur Anwendung beider erweiterter Techniken braucht es höherfrequente (das heißt, die Farbe des Lasers ist in Richtung Blau verschoben) und genauere Laser als zum Auslesen einer CD. Um die zweite Datenschicht lesen zu können, muss der Laser dazu noch leicht anwinkelbar sein. Zusammen mit der veränderten Laserfokussierung ist es so möglich, die untere („verdeckte“) Schicht lesen zu können.

#### Datenkodierung
Die Binärdaten auf einer DVD werden nach der „Eight-to-Fourteen-Modulation-plus“ (EFMplus) geschrieben. Diese stellt sicher, dass sich nach minimal 3 und maximal 11 Takten die Polarität des ausgelesenen Signals ändert. Das geschieht, wenn der Laser in der Spur einen Übergang von einer Vertiefung („pit“) zu einem Abschnitt ohne Vertiefung („land“) passiert oder umgekehrt.
Der Hintergrund ist hierbei folgender: Die Abschnitte mit Vertiefungen bzw. ohne Vertiefungen müssen lang genug sein, damit der Laser die Veränderung erkennen kann. Würde man ein Bitmuster direkt auf den Datenträger schreiben, würden bei einem alternierenden Signal (1010101010101010…) falsche Werte ausgelesen, da der Laser den Übergang von 1 nach 0 beziehungsweise von 0 nach 1 nicht verlässlich auslesen könnte. Die EFMplus-Modulation erweitert das Signal von 8 auf 14+2 Bit auf und wählt die 2 Füllbits so, dass die oben erwähnte Forderung, dass sich nach minimal 3 und maximal 11 Takten die Polarität ändert und ein Übergang von 1 nach 0 oder umgekehrt geschieht, erfüllt wird. Die CD verwendet eine simplere 8-zu-14-Bit-Methode mit insgesamt 3 Füllbits namens EFM. In der eigentlichen DVD-Spezifikation wird EFMplus passender als „8/16 Modulation“ bezeichnet.

#### Brenner
Nachdem die ersten DVD-Brenner (DVD-Schreiber) nur eine Datenmenge von 3,56 GB auf einen einmal beschreibbaren DVD-Rohling speichern konnten, wurde die Kapazität später auf die volle Größe einer DVD-5 (4,7 GB) angehoben und zusätzlich wiederbeschreibbare Medien mit diesem Fassungsvermögen vorgestellt. Seit Mitte 2004 beherrschen DVD-Brenner auch die Doppelschicht-Technik (dual layer), welche die Speicherung von Daten auf einem zweischichtigen Rohling ermöglicht. Die zweite Datenschicht besitzt weiter gesetzte Pits und Lands, um ein Lesen durch die untere Schicht hindurch zu ermöglichen, und ist somit kleiner. So fasst ein solcher Rohling statt 9,4 GB (die Kapazität zweier DVD-5) lediglich zirka 8,5 GB.

### Duplikationsverfahren
- DVD-Pressung: Die Herstellung einer DVD oder einer CD (ROM und Video) besteht aus vier Schritten nach Anlieferung der Master-DVD-R beziehungsweise eines Streamer-Tapes („DLT“-Format) an das Presswerk.
- Premastering: Zuerst wird geprüft, ob der Standard (das Book) erfüllt ist, das heißt, ob der Datenträger den Spezifikationen entspricht. Danach wird mit der Berechnung des EDC (Error Detection Code) und ECC (Error Correction Code) begonnen. Dies dauerte ursprünglich zwischen fünf und 16 Stunden. Anschließend werden Time-Code, Inhaltsinformation der Tracks und TOC (Table of contents) usw. generiert und ein Image der DVD/CD erstellt. Die Daten können nun dem Mastering zugeführt werden.
- Mastering: Die aufbereiteten Daten aus dem Premastering werden auf einen Glasmaster (eine Glasscheibe) übertragen, indem ein modulierter Laserstrahl die darauf aufgetragene Substratschicht (ein Farbstoff) von innen nach außen belichtet. Im Entwicklungsbad werden dann die belichteten Stellen ausgewaschen, die Pits entstehen. Anschließend wird der Glasmaster mit einer 100 nm dicken Silberschicht bedampft. Im Anschluss daran folgt ein erstes Auslesen als Qualitätsprüfung. Die Kosten für die Glasmasterproduktion (zwischen 300 und etwa 3.000 €) werden bei geringen Auflagen von den meisten Presswerken in Rechnung gestellt.
- Galvanik: Es werden nun Negative des Glasmasters erstellt, die für die Pressung als Stempel verwendet werden können.

### Serienfertigung
Generell werden die Discs aller DVD-Formate aus zwei einzelnen aus Polycarbonat gespritzten Kunststoffscheiben von etwa 0,6 mm Dicke hergestellt (Ausnahme: Ecodisc). Dabei hat die untere „Halbscheibe“ (Layer 0) einen Stapelring als Abstandshalter. Die obere „Halbscheibe“ (Layer 1) trägt bei dem Format DVD-5 keine nutzbaren Informationen und wird daher als „Dummy“ bezeichnet. Die eigentliche DVD entsteht, wenn beide Hälften mit unter UV-Licht aushärtendem Lack verklebt werden („bonden“; Schichtdicke etwa 50 µm). Um eine gleichbleibende Qualität der hergestellten Scheiben zu gewährleisten, sind in den Produktionsanlagen üblicherweise hochauflösende Kamerasysteme, so genannte Inline Scanner, integriert. Stichprobenartig kommen auch Offline-Messlaufwerke zum Einsatz, um die elektrischen Signale der DVD zu analysieren. Sollte sich beim Verkleben der zwei Layers Luft einschleichen (ein so genannter Bondingfehler), kann die DVD schnell Schaden nehmen. So kann beispielsweise beim Einlegen der DVD ein Teil eines Layers absplittern. Hierdurch kann eine Unwucht entstehen, die zu weiteren Schäden an der DVD oder sogar am Abspielgerät führen kann. Allerdings sind diese Fehler in der Regel nur ein optisches Problem und haben keinen Einfluss auf die Abspielbarkeit der DVD.
Beim Herstellvorgang gibt es große Unterschiede zwischen bespielten Medien (Kauf-Videos) und unbespielten/wiederbeschreibbaren Scheiben (Rohlinge). Die Formate DVD-5, -9 und -10 können meist auf derselben Maschine hergestellt werden. Dabei werden die Informationen mit Matrizen (Stamper) in das heiße Polycarbonat gepresst (Spritzprägen). Um die Daten für die Laufwerke lesbar zu machen, werden die Halbscheiben mit Metall beschichtet (sputtern). Bei DVD-5, DVD-10 und dem Layer 1 bei DVD-9 wird Aluminium vollreflektierend gesputtert (etwa 50 nm). Da bei DVD-9 beide Informationsschichten von einer Seite gelesen werden, wird die untere (Layer 0) halbtransparent mit Gold, Silizium oder Silberlegierungen beschichtet (etwa 10–15 nm). DVD-14 und DVD-18 erhält man, indem zwischen die Halbscheiben eine bereits mit weiteren DVD-Strukturen versehene Folie eingebracht wird.

### Brennen
Beim Brennen ist kein Glasmaster erforderlich, sondern nur ein Computer, ein DVD-Brenner und ein Brennprogramm.
Für das Brennen benötigt man DVD-Rohlinge, die in unterschiedlichen Qualitäten als DVD−R, DVD+R, DVD−RW, DVD+RW und DVD-RAM erhältlich sind. Durch die verschiedenen DVD-Formate und die Tatsache, dass diese teilweise erst nach der Definition des ursprünglichen DVD-Regelwerks spezifiziert wurden und Varianten desselben sind, besteht eine gewisse Wahrscheinlichkeit, dass die gebrannte DVD auf einigen DVD-Playern nicht abspielbar sein wird. Deswegen sollte man sich nach der Kompatibilität des Brenners und der gewünschten Abspielgeräte vor dem Kauf der Rohlinge genau erkundigen. Einige DVD-Brenner bieten die Möglichkeit, DVD+R- und DVD+RW-Rohlinge mit dem Book Type DVD-ROM zu kennzeichnen und dadurch deren Akzeptanz durch ältere DVD-Abspielgeräte deutlich zu erhöhen.
Häufig müssen die DVDs nach dem Brennen finalisiert werden. Bei DVD+RW und DVD-RAM ist ein Finalisieren nicht notwendig, es wird aber empfohlen, ein DVD-Menü zu erstellen.

### Labelaufdruck / Beschriftung
Für den Labelaufdruck bei der DVD stehen ebenso wie bei der CD verschiedene Drucktechniken zur Verfügung:
Siebdruck
Im Siebdruck sind bis zu sechs Labelfarben möglich, es können Schmuckfarben (HKS oder Pantone) gewählt werden. Siebdruck ist derzeit die gängigste Variante, um CDs oder DVDs zu bedrucken, wird aber zunehmend vom Offsetdruck verdrängt. Der Siebdruck ist geeignet für gepresste CDs und DVDs; auch die Rohlingsbedruckung im Siebdruck ist möglich. Im Siebdruck sind die Farben sehr brillant.
Trockenoffsetdruck
Im Trockenoffset sind vier Labelfarben möglich (CMYK-Farbmodell), kombiniert mit dem Siebdruck bis zu sechs Labelfarben (CMYK im Offset und zusätzlich weiß Vollfläche und eine Schmuckfarbe oder Glanzlack im Siebdruck). Auf Grund der höheren Auflösung als im Siebdruck ist der Offsetdruck ideal für fotorealistische Darstellungen. Seit Anfang 2004 ist der Offsetdruck nicht nur für gepresste CDs und DVDs, sondern auch für CD-Rohlinge und DVD-Rohlinge möglich.
Thermotransferdruck
Bei diesem Druckverfahren wird mit einem speziellen Drucker Farbe von einem Farbband durch Erhitzung des Druckkopfes auf die CD oder DVD übertragen. Technisch bedingt ist das Druckverfahren eher für Schriften und Logos geeignet. In der Praxis wird dieses Verfahren bei kleinen Auflagen (gebrannte CDs und DVDs) angewendet.
Thermoretransferdruck
Der Thermoretransferdruck ist die Weiterentwicklung des Thermotransferdrucks. Das Labelmotiv wird im Thermotransferdruckverfahren auf ein Übertragungsband gedruckt und davon dann eine Folie auf die CD oder DVD aufgebracht. Durch diese Technik ist eine bessere Auflösung möglich. So kann bereits bei Kleinauflagen ein fotorealistischer Druck erreicht werden.
Tintenstrahldruck
Es gibt spezielle DVD- bzw. CD-Rohlinge, die gegenüber der Datenseite eine weiße Druckseite besitzen. Diese besteht aus einem speziellen, saugfähigen Material, das ein Verlaufen der Tinte verhindern soll. Zum Bedrucken sind spezielle Drucker nötig, deren Technologie sich kaum von der unterscheidet, die zum Bedrucken von Papier genutzt wird. Entsprechend gibt es auch Drucker, die sowohl CDs, DVDs als auch Papier bedrucken können. Praktisch findet dieses Verfahren nur bei Heimanwendern und sehr kleinen Auflagen von gebrannten Medien eine Anwendung.
Aufklebe-Label
Diese Methode ist für den Heimanwender nicht zu empfehlen. Wie bei einem Bimetall wölbt sich die DVD bei Temperaturunterschieden, da sich der Aufkleber und die Polycarbonat-Scheibe unterschiedlich stark ausdehnen. Im Gegensatz zu normalen CDs reichen bei einer DVD schon geringe Verzerrungen aus, dass der Player die Daten nicht mehr lesen kann. Dieser Effekt wird durch die Wärme im Inneren des DVD-Players noch verstärkt, so dass beklebte DVDs häufig erst nach einer gewissen Spieldauer ausfallen. Um dies zu verhindern, sind spezielle DVD-Aufkleber aus Kunststofffolie erhältlich, die sich gleichmäßig mit der Scheibe ausdehnen sollen. Nachteilig ist zudem, dass in der Regel durch den Aufkleber eine Unwucht entsteht. In DVD-Laufwerken kann diese Unwucht bei hohen Drehzahlen zu einer Ablösung des Aufklebers oder sogar einem Zerreißen der DVD führen.
Manuelle Beschriftung
Mit Folienstiften, CD-Markern und anderen Schreibern für glatte Flächen können DVDs natürlich auch von Hand beschriftet und bemalt werden. Dies ist die günstigste und schnellste Methode. DVDs sind – anders als CDs – recht unempfindlich gegen Stifte, die die Oberfläche verkratzen oder chemisch angreifen, da ihre Datenschicht mittig liegt und somit von einer relativ dicken Kunststoffschicht geschützt ist.
Laser-Label
Beschriftung des Datenträgers durch den Laser direkt im Laufwerk. Dies setzt einen speziellen Brenner und geeignete Rohlinge voraus, die ein solches Verfahren beherrschen. Die Vorteile des Laser-Labels liegen im Bedrucken auch in mobilen Betrieb, die Vermeidung von Neuinvestitionen in neue Drucker und der Möglichkeit, in mehreren Sessions zu drucken (Lightscribe). Nachteilig sind der ausschließlich monochrome Druck, die geringe Qualität, das geringe Drucktempo (optimaler Kontrast bei über 30 min. Druckzeit) sowie die teuren und immer schwerer erhältlichen Rohlinge.
LightScribe
Das erste Laser-Beschriftungssystem hat Hewlett-Packard unter dem Namen Lightscribe entwickelt, bei dem die Labelseite durch die Beschriftung geschwärzt wird. Verbreitet sind im unbeschrifteten Zustand bronzefarbene Datenträger. Es gibt eine Reihe andersfarbiger Medien, die jedoch wesentlich seltener im Handel anzutreffen sind. Je nach Qualitätsstufe dauert eine Beschriftung zwischen 15 und 20 Minuten.
Labelflash
An dieses Verfahren anknüpfend, hat Yamaha eine ähnliche Technologie namens Labelflash entwickelt. Auch mit ihr wird der Rohling im Brenner per Laser beschriftet, erzeugt jedoch einen blauen Aufdruck auf der Label-Seite. Die Beschriftungsdauer liegt bei fünf Minuten in der besten Qualität, die 1000 dpi mit 256 Helligkeitsstufen bietet.

### Einweg-DVD und DVD-D
Anfang der 2000er Jahre erschienen erste Einweg-DVD, die besonders den Spielfilmverleih von Videotheken revolutionieren sollten. Sobald die DVD aus der luftdichten Hülle entfernt wird und mit Sauerstoff in Berührung kommt, erfolgt eine chemische Reaktion, welche die DVD innerhalb von 8 bis 48 Stunden unbrauchbar macht. Nach Ablauf dieser Zeit kann die DVD vom Kunden einfach weggeworfen werden, weswegen diese DVDs auch Wegwerf-DVDs genannt werden. Dem Vorteil, dass man diese DVDs der Videothek nicht mehr zurückbringen muss und somit auch Verzugsgebühren kein Thema mehr sind, stehen ökologische Nachteile gegenüber, auch wenn das Produktmaterial vollständig recycelbar ist.
Die Firma Flexplay hatte eine solche Einweg-DVD unter dem Namen EZ-D herausgebracht. Diese wurde ab September 2003 von Buena Vista Home Entertainment am US-Markt getestet. Es erschienen Datenträger mit einem Film für etwa 5 bis 7 US-Dollar kurz vor der eigentlichen Premiere desselben. Das Produkt fand jedoch nicht genug Käufer, so dass dieses Anfang 2004 bereits wieder aus den Verkaufsregalen verschwand. Ein ähnliches Verfahren hatte auch schon die Firma SpectraDisc zuvor vorgestellt, nach deren Prinzip die Einweg-DVDs jedoch aufgrund von Lichtempfindlichkeit unbrauchbar wurden.
Eine andere Variante vertrieb die Firma DVD-D Germany Ltd bis 2012. Die Daten auf der DVD-D (D für engl. 'disposable', dt. 'Wegwerfartikel') sind nach dem ersten Abspielen 48 Stunden lesbar, danach erscheint im Player „No disc“. Die Datenzerstörung wird durch die Rotation im Abspielgerät gestartet, gelöscht wird dabei nach Angaben der Firma das Steuerungsmenü der DVD. Allerdings gibt es zum Mechanismus keine genaueren Angaben. Teilweise wird dies begründet mit Flüssigkeits-Tanks in der DVD, die durch die Rotation aufbrechen (Zentrifugalkraft). Auf der Website des Unternehmens DVD-D Germany wurden bereits mehrere Kinofilme in diesem Format zum Preis von rund 4 € angeboten.

### Ecodisc
Bestrebungen zu einer besseren ökologischen Verträglichkeit der DVD führten zur Entwicklung der Ecodisc. Diese DVD besteht aus nur einer Polycarbonat-Scheibe und hat nur 8 Gramm Gewicht. Die Speicherkapazität ist mit 4,7 GB gleich groß wie bei der DVD-5.

### DivX und DIVX
Während heutzutage das DivX-Format als Videokompressionsalgorithmus bekannt ist, bezeichnet DIVX eine spezielle Pay-per-View-Variante in den USA, die heute nicht mehr existiert. Im Jahr 1998 kam die Idee auf, zu den damals noch erheblich teureren DVDs eine Billigvariante anzubieten, die 48 Stunden lang abgespielt werden konnte, jede darüber hinausgehende Nutzung war kostenpflichtig. Zur Dekodierung und Abrechnung der Filme wurden spezielle, mit einem Modem ausgestattete Player benötigt, die sich regelmäßig mit einem speziellen Server verbanden, um Abrechnungsdaten zu übertragen.
DIVX benutzte ein MPEG-4-Derivat, das mit speziellen DIVX-Flags zur Identifizierung und Dekodierung des Films versehen war. Letzten Endes konnte sich das System der DVD gegenüber nicht durchsetzen und endete nach nur einem Jahr als Flop.

## Normen und Standards
Die technischen Eigenschaften der DVD sind in den sogenannten „DVD-Format Books“ festgelegt, welche vom DVD Forum erarbeitet wurden und von der DVD-Format/Logo License Corporation (DVD FLLC), welche auch die Rechte am DVD-Logo verwaltet, herausgegeben werden. Analog zu den Rainbow Books für CDs stehen die DVD-Format Books unter Verschluss und sind nur für Firmen nach Unterzeichnung einer Geheimhaltungserklärung für eine Gebühr von jeweils 550.000 Yen (ca. 3.200 Euro) erhältlich. Die Inhalte der DVD-Format Books zu den physischen DVD-Formaten sind jedoch von der ISO und der ECMA teilweise genormt worden.
Im Januar 2025 kündigte die DVD FLLC infolge der Auflösung des DVD Forums und der DVD FLLC am 31. Januar 2025 an, die bislang geheimen Spezifikationen der DVD an die japanische Nationale Parlamentsbibliothek zu übergeben.

## Trivia
Im Jahr 2010 war die DVD Gegenstand des Aprilscherzes der renommierten Computerzeitschrift c’t. Dem Artikel nach sollten gepresste DVDs anfällig für Bakterienbefall sein. Als Merkmal wurden Flecken auf den DVDs genannt. Das Bakterium könne ganze Stapel – allerdings lediglich neuerer – DVDs zerstören und würde sich auch über infizierte Laufwerke verbreiten. Die Leser wurden aufgerufen, ihre DVD-Sammlung umzusortieren, so dass zwischen neuen immer zwei alte DVDs stehen, ihre DVD-Laufwerke zu behandeln und tagelang nicht zu benutzen. Ein fingiertes Schreiben vom Verband der Videothekenbesitzer, datiert auf den 1. April, und die Verwendung der Nummer eines in der Fernsehserie Lost vorkommenden Impfstoffs als Bestellnummer enttarnten den Artikel als Aprilscherz.
Der Bildschirmschoner von vielen DVD-Spielern zeigt das DVD Logo, das sich diagonal bewegt; dass Betrachter beobachten, ob das wandernde Logo exakt eine Ecke trifft, wurde in The Office thematisiert.

IEC 60417-5986

Im Unicode-Standard ist im Unicodeblock Verschiedene piktografische Symbole das Zeichen U+1F4C0 📀 „DVD“ enthalten, das eine DVD als Emoji darstellt. Außerdem ist in IEC 60417 das Symbol 5986 enthalten, welches optische Discs, also auch DVDs kennzeichnet.